# Franz Jaeger (Ökonom)

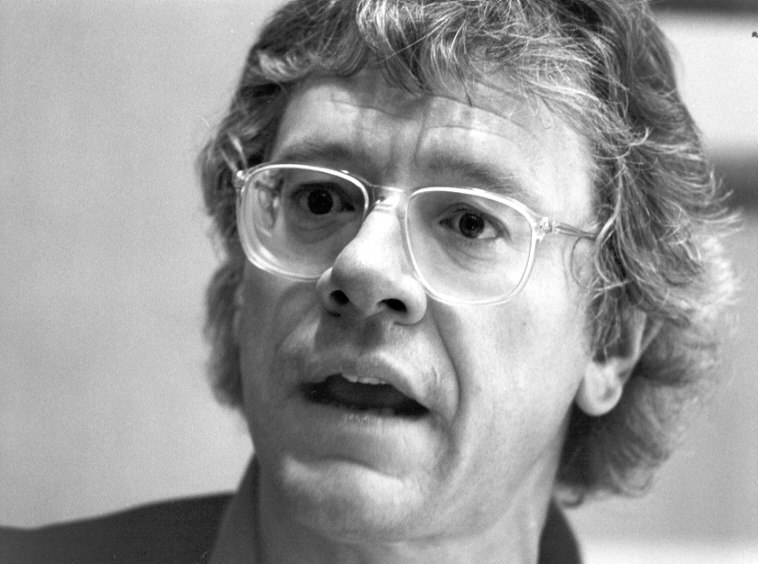
Franz Jaeger (1987)

Franz Konrad Paul Jaeger (* 4. Dezember 1941 in St. Gallen; heimatberechtigt ebenda) ist ein Schweizer Ökonom, emeritierter Professor für Wirtschaftspolitik und ehemaliger Politiker des LdU.

## Leben

Der 1971 erstmals gewählte Nationalrat Franz Jäger

Jaeger wuchs in St. Gallen auf und besuchte die Sekundarschule Flade. 1970 promovierte er zum Dr. oec. und habilitierte sich 1980 an der Universität St. Gallen (HSG). Von 1972 bis 2007 lehrte er dort Volkswirtschaftslehre. Seither ist er emeritierter Professor für Wirtschaftspolitik. Von 1989 bis 2007 amtierte er dort als Direktor des Forschungsinstitutes für Empirische Ökonomie und Wirtschaftspolitik. Von 2008 bis 2016 war er Akademischer Direktor an der Executive School of Management, Technology and Law der Universität St. Gallen, wo er für die neuen Zertifikatsprogramme sowie für den Bereich Wirtschafts- und Gesellschaftspolitik verantwortlich war.
Von 1971 bis 1995 gehörte Franz Jaeger dem Nationalrat an, 1990 bis 1991 war er Präsident der nationalrätlichen Finanzkommission und von 1992 bis 1995 Mitglied der nationalrätlichen Wirtschaftskommission. 1985 bis 1992 präsidierte er die der Migros-Genossenschaft nahestehende Partei Landesring der Unabhängigen (LdU).
Im Rahmen seiner Forschungsschwerpunkte veröffentlichte er in den letzten Jahren zahlreiche Arbeiten auf den Gebieten der europäischen Wirtschaftsintegration (Euro), der makroökonomischen Stabilitätspolitik, der Arbeitsmarkt-, der Wettbewerbs-, der Privatisierungs- und der Deregulierungsökonomie.
2003 bis 2004 war Jaeger im Beirat der Stiftung Avenir Suisse. Mit seiner Frau führt er seit 2007 eine Firma für Kommunikation und wirtschaftspolitische Beratung. Er war Mitglied oder Präsident verschiedener schweizerischer und ausländischer Verwaltungsräte und Stiftungen. Seit 2013 ist er Präsident des Bildungs- und Kulturforums Ostschweiz.

### Privates
Franz Jaeger ist verheiratet mit Eva Nietlispach und hat vier Kinder. Er lebt in St. Gallen und zwischen Pietrasanta und Forte dei Marmi in Ligurien.

## Ehrungen
- Professor des Jahres 2011 der Technischen Universität München[4]

## Publikationen
- Welthandel und Wachstum: Chance für die Dritte und Vierte Welt? 1977, ISBN 978-3-7253-0048-8.
- Geld, Preise und Beschäftigung: Einführung in die Makroökonomie. 1977, ISBN 978-3-7253-0042-6.
- Zur ökonomischen Analyse einer Staatsverschuldung: ergänzt durch eine beispielhafte Untersuchung der Verhältnisse in der Schweiz. 1980, ISBN 978-3-7253-0129-4.
- Die Geldpolitik der Schweizerischen Nationalbank: theoretische Fundierung und konkrete Ausgestaltung. 1983, ISBN 978-3-7253-0207-9.
- mit Peter Kischka: Abschätzung des Transitverkehrsaufkommens in der Schweiz. 1991, ISBN 978-3-7253-0428-8.
- mit Bernd Schips und Peter Sohre: Hypothekarkreditmarkt: eine Untersuchung der Wettbewerbssituation in der Schweiz: Studie im Auftrag der Preisüberwachung. 1993.
- Natur und Wirtschaft. Ökonomische Grundlagen einer Politik des qualitativen Wachstums. 1993, ISBN 978-3-72530405-9.
- mit Stefan Bühler: Marktmiete: Schweizer Wohnungsmieten zwischen Politik und Markt. 1995, ISBN 978-3-7253-0538-4.
- Privatisierung des staatlichen Engineerings: Vor- und Nachteile einer externen Vergabe öffentlicher Projektarbeiten. 1999, ISBN 3-7253-0618-4.
- mit Jochen Hartwig: Euro. Chance oder Risiko? 1999, ISBN 978-3-7253-0650-3.
- Die Geldpolitik der Schweizerischen Nationalbank. Theoretische Fundierung und konkrete Ausgestaltung. ISBN 978-3-7253-0207-9.
- mit Stefan Bühler: Einführung in die Industrieökonomik. Springer 2002, ISBN 978-3-5404-2758-2.
- mit Carolin Helwig und Robert Oleschak: Die Klein- und Mittelunternehmen – Rückgrat der Schweizer Volkswirtschaft: eine Analyse anhand der Betriebszählungen 1985, 1991, 1995, 1998 und 2001 durch das Forschungsinstitut für Empirische Ökonomie und Wirtschaftspolitik (FEW-HSG). 2003, ISBN 3-8349-8855-3.
- mit Beat Bechtold: Eine freizügige Schweiz – Chimäre oder Chance? Zur Ausdehnung der Personenfreizügigkeit auf die erweiterte EU: Versuch einer Diagnose der volkswirtschaftlichen Auswirkungen auf Migration, Schwarzarbeit und Auslandinvestitionen in der Schweiz. 2005, ISBN 3-7253-0815-2.
- mit Konrad Hummler: Kleinstaat Schweiz – Auslauf- oder Erfolgsmodell? 2017.